# إدغار جونز (كرة سلة)
إدغار جونز (بالإنجليزية: Edgar Jones)‏ مواليد 17 يونيو 1956 في فور ركر، هو لاعب كرة سلة أمريكي معتزل. بدأ مسيرته الاحترافية في سنة 1979. تم اختياره من قبل فريق ميلووكي باكز خلال الدرافت. يبلغ طوله 6 قدم 10 بوصة (2.1 م). اعتزل اللعب في 1995. أحرز خلال مسيرته في الإن بي إيه 3257 نقطة بمعدل 9.0 نقاط في المباراة الواحدة.

## المسيرة الاحترافية
لعب مع بروكلين نتس في موسم 1980–1981، ثم لعب مع ديترويت بيستونز من سنة 1981 إلى 1983، ثم لعب مع سان أنطونيو سبرز من سنة 1982 إلى 1985، ثم لعب مع كليفلاند كافالييرز من سنة 1984 إلى 1986، ثم لعب مع باناثينايكوس من سنة 1988 إلى 1990، ثم لعب مع بيناس ويسكا في الدوري الإسباني في سنة 1990، ثم لعب مع أريس في موسم 1991–1992.

## روابط خارجية
- إدغار جونز على موقع إن بي أي (الإنجليزية)
- إدغار جونز على موقع سبورتس رفرنس (الإنجليزية)
- إدغار جونز على موقع الدوري الإسباني لكرة السلة (الإسبانية)
- إدغار جونز على موقع كلية كرة السلة في سبورتس رفرنس.كوم (الإنجليزية)
- إدغار جونز على موقع ريلجم (الإنجليزية)
- إدغار جونز على موقع سبورتس رفرنس (الإنجليزية)